# مایک برتون
مایک برتون (به انگلیسی: Mike Burton) ورزشکار مرد رشتهٔ شنا اهل کشور ایالات متحده آمریکا است. وی در بین سال‌های ‎۱۹۶۸ تا ۱۹۷۲ میلادی در مسابقات بازی‌های المپیک تابستانی در مجموع ۳ مدال طلا را کسب کرد.

## = پیوند به بیرون
- IOC bio on Mike Burton